# Kanadai női jégkorong-válogatott
A kanadai női jégkorong-válogatott Kanada nemzeti csapata, amelyet a Kanadai Jégkorongszövetség irányít.
A kanadai csapat a világ élmezőnyébe tartozik, Kanada a jégkorong szülőhazájának számít. A válogatott 12-szer nyerte meg a világbajnokságot és ötször az olimpiát.

## Eredmények

### Világbajnokság
- 1990 –  Arany
- 1992 –  Arany
- 1994 –  Arany
- 1997 –  Arany
- 1999 –  Arany
- 2000 –  Arany
- 2001 –  Arany
- 2004 –  Arany
- 2005 –  Ezüst
- 2007 –  Arany
- 2008 –  Ezüst
- 2009 –  Ezüst
- 2011 –  Ezüst
- 2012 –  Arany
- 2013 –  Ezüst
- 2015 –  Ezüst
- 2016 –  Ezüst
- 2017 –  Ezüst
- 2019 –  Bronz
- 2021 –  Arany
- 2022 –  Arany
- 2023 –  Ezüst

### Olimpiai játékok
- 1998 –  Ezüst
- 2002 –  Arany
- 2006 –  Arany
- 2010 –  Arany
- 2014 –  Arany
- 2018 –  Ezüst
- 2022 –  Arany